# Civilizacija (TV serija)
Civilizacija – v celoti, Civilizacija: osebni pogled Kennetha Clarka – je britanska televizijska dokumentarna serija iz leta 1969, ki jo je napisal in predstavil umetnostni zgodovinar Kenneth Clark.
Trinajst epizod v seriji oriše zgodovino zahodne umetnosti, arhitekture in filozofije od temnega srednjega veka. Serijo je produciral BBC in je bila predvajana od februarja do maja 1969 na BBC Two. Takrat in v kasnejših prenosih v Veliki Britaniji, ZDA in drugih državah je dosegla neprimerljivo število gledalcev za umetniško serijo. Clarkova knjiga z istim naslovom, ki temelji na seriji, je bila objavljena leta 1969. Njeni produkcijski standardi so bili na splošno hvaljeni in so postavili vzorec za kasnejše televizijske dokumentarne serije. Revija New Yorker jo je opisala kot razodetje za splošnega gledalca.
BBC-jeva izdaja DVD-ja iz leta 2005 je ostala v katalogih, Clarkova spremljajoča knjiga iz leta 1969 pa ni bila nikoli razprodana.

## Ozadje
Clark je bil pionir britanskih televizijskih serij o umetnosti, ki se je začel leta 1958 z eksperimentalno serijo Is Art Necessary? za Associated Television, komercialno televizijsko postajo. V naslednjih osmih letih je Clark pisal in predstavljal serije in enkratne programe o vizualnih umetnostih, od Caravaggia do Bruegla Starejšega, Rembrandta, Goye, Van Gogha in Picassa, ter koprodukcijo za komercialno televizijo in BBC, Royal Palače.
Leta 1966 je bil David Attenborough, nadzornik BBC-jevega novega drugega televizijskega kanala BBC2, zadolžen za uvedbo barvnega oddajanja v Združenem kraljestvu. Zasnoval je zamisel o seriji o velikih slikah kot zastavonoša barvne televizije in ni imel dvomim, da bi bil Clark najboljši voditelj za to. Clarka je predlog pritegnil, vendar se sprva ni hotel zavezati. Kasneje se je spomnil, da ga je, da bi moral sodelovati, prepričala Attenboroughova uporaba besede "civilizacija", da bi povzel, o čem bo serija govorila.
Serija je sestavljena iz trinajstih petdesetminutnih oddaj, ki jih je napisal in predstavil Clark ter pokrivajo zahodnoevropsko civilizacijo od konca srednjega veka do zgodnjega dvajsetega stoletja. Ker obravnavana civilizacija izključuje grško-rimsko, azijsko in druge zgodovinsko pomembne kulture, je bil izbran naslov, ki je zavrnil celovitost: Civilizacija: osebni pogled Kennetha Clarka. Clark je kasneje komentiral: "Nisem si mislil, da bo kdo tako neumen, da bi mislil, da sem pozabil na velike civilizacije predkrščanske dobe in vzhoda. Vendar priznam, da me je naslov skrbel. je bilo v osemnajstem stoletju enostavno: špekulacije o naravi civilizacije, kot jih ponazarjajo faze civiliziranega življenja v zahodni Evropi od temnega veka do danes. Na žalost to ni več izvedljivo." Čeprav se je serija osredotočala predvsem na vizualne umetnosti in arhitekture je bilo veliko razdelkov o dramatiki, literaturi, glasbi, filozofiji in družbenopolitičnih gibanjih. Clark je želel vključiti več o pravu in filozofiji, vendar "se nisem mogel domisliti nobenega načina, kako bi jih naredil vizualno zanimive."
Po začetni medsebojni netrpeljivosti sta Clark in njegov glavni direktor Michael Gill vzpostavila prijetno delovno razmerje. S svojo produkcijsko ekipo so tri leta od leta 1966 snemali na sto sedemnajstih lokacijah v trinajstih državah. Snemanje je potekalo po najvišjih tehničnih standardih dneva in je hitro preseglo proračun; stalo je 500.000 funtov, ko je bilo dokončano. Attenborough je prilagodil svoj urnik oddajanja, da bi porazdelil stroške, tako da je vsako epizodo predvajal dvakrat v trinajstih tednih.

## Oris serije

### 1.Na robu preživetja
V tej prvi epizodi Clark – potuje od bizantinske Ravene do keltskih Hebridov, od Norveške Vikingov do kapele Karla Velikega v Aachnu – pripoveduje zgodbo o temnem srednjem veku, šestih stoletjih po propadu Rimskega cesarstva in »kako je evropska misel in umetnost rešila 'koža naših zob'«.
Oddelki: [9]
- Izrazi ideala
- Padec Rima
- Skellig Michael
- Iona
- Norvežani
- Krstilnica v Poitiersu
- Karel Veliki
- Lotarjev križ.

(Naslov oddaje v ZDA: Zamrznjeni svet.)[10]

### 2.Velika otoplitev
Clark pripoveduje o nenadnem ponovnem prebujanju evropske civilizacije v 12. stoletju. Sledi mu od njegovih prvih manifestacij v opatiji Cluny do bazilike St. Denis in končno do vrhunske točke, stavbe stolnice v Chartresu v začetku 13. stoletja.
- Zmagoslavje Cerkve
- opatiji Cluny in Moissac
- Sveti Bernard iz Clairvauxa
- St. Foy
- Bazilika v Vézelayu
- Gislebertus
- Opatija St Denis
- Opat Suger
- Chartres.

### 3.Fikcija in resničnost
Clark začne na gradu v Loari in nato potuje po gričih Toskane in Umbrije do krstilnice stolnice v Pisi. Clark preučuje težnje in dosežke poznejšega srednjega veka v Franciji in Italiji v 14. stoletju.
- Gotski duh
- Dvorna ljubezen
- Obleganje gradu ljubezni
- Vojvoda Berry
- Sveti Frančišek Asiški
- Državljansko življenje
- Giotto
- Dante in Pisano.

### 4.Človek: merilo vseh stvari
Ob obisku Firenc Clark trdi, da je evropska misel dobila nov zagon s ponovnim odkritjem svoje klasične preteklosti v 15. stoletju. Obišče palače v Urbinu in Mantovi ter druga središča (renesančne) civilizacije.
- Zgodnja renesansa
- Leonardo Bruni
- David (Donatello)
- Perspektiva
- Leon Battista Alberti
- Jan van Eyck
- Sandro Botticelli
- Palazzo Ducale, Urbino
- Dvor v Mantovi
- Civilizirano podeželje.

### 5.Junak kot umetnik
Tu Clark popelje gledalca nazaj v papeški Rim iz 16. stoletja – pri čemer opazi zbliževanje krščanstva in antike. Razpravlja o Michelangelu, Rafaelu in Leonardu da Vinciju; dvorišča Vatikana; sobe, ki jih je za papeža okrasil Rafael in Sikstinsko kapelo.
- Velikani in junaki
- Dekadenca papežev
- Michelangelo
- Zvezani ujetniki
- Sikstinska kapela
- Rafael
- Leonardo da Vinci
- Človek kot mehanizem.

### 6.Protest in komunikacija
Clark razpravlja o reformaciji – o Nemčiji Albrechta Dürerja in Martina Luthra ter o svetu humanistov Erazma, Montaigna in Shakespeara.
- Tilman Riemenschneider
- Erazem Rotterdamski
- Hans Holbein mlajši
- Albrecht Dürer
- Melanholija
- Martin Luther
- Ikonoklazem
- Michel de Montaigne
- William Shakespeare.

### 7.Veličina in ponižnost
V Rimu Michelangela in Berninija Clark pripoveduje o boju katoliške cerkve – protireformaciji – proti protestantskemu severu in novem sijaju Cerkve, ki ga simbolizira slava cerkve svetega Petra.
- Rimska cerkev
- Rim papežev
- Bazilika sv. Petra, Vatikan
- Rimskokatoliška cerkev
- Umetnost baroka
- Gian Lorenzo Bernini
- Baldahin sv. Petra
- Zamaknjenje svete Terezije.

### 8.Luč izkušenj
Clark pripoveduje o novih svetovih v vesolju in v kapljici vode – svetovih, ki sta jih razkrila teleskop in mikroskop – in novem realizmu v nizozemskih slikah Rembrandta in drugih umetnikov, ki je opazovanje človeškega značaja popeljal na novo stopnjo razvoja v 17. stoletje.
- Nizozemska zlata doba
- Frans Hals
- Rembrandt
- René Descartes
- Jan Vermeer van Delft
- Kraljeva družba
- Sir Christopher Wren
- Stolnica sv. Pavla, London.

### 9.Iskanje sreče
Clark govori o harmoničnem toku in kompleksnih simetrijah del Bacha, Händla, Haydna in Mozarta ter odsevu njihove glasbe v arhitekturi rokokojskih cerkva in palač na Bavarskem.
- Francoski klasicizem
- Johann Sebastian Bach
- Balthasar Neumann
- Georg Friedrich Händel
- Antoine Watteau
- Joseph Haydn
- Rokokojske stavbe
- Wolfgang Amadeus Mozart.

### 10.Nasmeh uma
Clark razpravlja o dobi razsvetljenstva, ki jo spremlja od vljudnih pogovorov v elegantnih pariških salonih 18. stoletja do kasnejše revolucionarne politike, velikih evropskih palač Blenheima in Versaillesa ter končno Monticella Thomasa Jeffersona.
- Razsvetljenstvo
- Anglija
- Pariški salon
- [[Jean-Baptiste-Siméon Chardin
- Škotsko razsvetljenstvo
- Voltaire
- Thomas Jefferson
- George Washington.

### 11.Čaščenje narave
Clark trdi, da je vera v božanskost narave uzurpirala položaj krščanstva kot glavne ustvarjalne sile v zahodni civilizaciji in sprožila romantično gibanje. Clark obišče opatijo Tintern in Alpe ter razpravlja o krajinskih slikah Turnerja in Constabla.
- Ruševine religije
- Jean-Jacques Rousseau
- Kult občutljivosti
- William Wordsworth
- John Constable
- Joseph Mallord William Turner
- Nebo
- Impresionizem.

### 12.Zmota upanja
Clark trdi, da je francoska revolucija privedla do Napoleonove diktature in turobne birokracije 19. stoletja, in sledi razočaranju umetnikov romantike – od Beethovnove glasbe do Byronove poezije, Delacroixovih slik in Rodinovega kiparstva.
- Beg pred razumom
- Francoska revolucija
- Napoleon Bonaparte
- Ludwig van Beethoven
- George Noel Gordon Byron
- Turner in Théodore Géricault
- Eugène Delacroix
- Auguste Rodin.

### 13.Herojski materializem
Clark zaključi serijo z razpravo o materializmu in humanitarizmu 19. in 20. stoletja. Obišče industrijsko pokrajino Anglije 19. stoletja in nebotičnike New Yorka 20. stoletja. Trdi, da so dosežki inženirjev in znanstvenikov, kot sta Brunel in Rutherford, primerljivi z dosežki velikih reformatorjev, kot sta Wilberforce in Shaftesbury.
- Odprava suženjstva
- Industrijska revolucija
- Humanitarnost
- Isambard Kingdom Brunel
- Gustave Courbet in Jean-François Millet
- Lev Nikolajevič Tolstoj
- Naša želja po uničenju
- Genij, ki ga je dal Bog.

Serijo sta koproducirala Gill in Peter Montagnon; direktor fotografije je bil Kenneth McMillan; izvirno glasbo je zložil Edwin Astley. Gill je režiral epizode 1, 3, 5, 8, 10, 12 in 13. Montagnon je režiral epizode 2, 6, 7, 9 in sorežiral epizodo 11 z Ann Turner, ki je režirala tudi epizodo 4. 
Serijo so ponovno predvajali na BBC Four in leta 2005 izdali na območju DVD-ja Region 2; leta 2006 je sledil komplet za regijo 1. Izdaja DVD-ja je vsebovala kratek intervju z Davidom Attenboroughom o naročilu in produkciji serije.

## Sprejem
Civilizacija je pritegnila neverjetno število gledalcev za visoko umetniško serijo: 2,5 milijona gledalcev v Veliki Britaniji in 5 milijonov v ZDA. Clarkova spremna knjiga ni bila nikoli razprodana, BBC pa je serijo izdal na DVD-jih, ki so še naprej prodajali na tisoče izvodov vsako leto. Leta 2016 je The New Yorker ponovil besede Johna Betjemana, ki je Clarka opisal kot »človeka, ki je posnel najboljšo televizijsko serijo, kar ste jih kdaj videli«. Recenzent revije je nadaljeval: »Učenjaki in akademiki so imeli svoje razumljive prepire, toda za širšo javnost je bila serija nekaj kot razodetje. Razstave umetniških muzejev v Angliji in ZDA poročajo o porastu obiskovalcev po vsaki epizodi.«
V zadnjem času so se pojavile pritožbe, da je Clark z osredotočanjem na tradicionalno izbiro velikih umetnikov skozi stoletja – vseh moških – zanemaril ženske in predstavil »sago plemenitih imen in vzvišenih predmetov z malo pozornosti na oblikovanje sile ekonomije ali praktične politike«. Njegov modus operandi so poimenovali »pristop velikega človeka«, na platnu pa se je opisoval kot oboževalec heroja in zaleten v blatu. Komentiral je, da njegov pogled ni bil »nič osupljivega, nič izvirnega, nič, česar ne bi mogel napisati navaden neškodljiv meščan poznega 19. stoletja«:
Imam številna prepričanja, ki so jih najbolj živahni intelekti našega časa zavračali. Verjamem, da je red boljši od kaosa, ustvarjanje boljše od uničenja. Raje imam nežnost kot nasilje, odpuščanje kot maščevanje. Na splošno mislim, da je znanje boljše od nevednosti in prepričan sem, da je človeška naklonjenost vrednejša od ideologije.
Britanski filmski inštitut opaža, kako je Civilizacija spremenila obliko kulturne televizije in postavila standard kasnejšim dokumentarnim serijam, od Amerike (1972) Alastairja Cooka in Vzpona človeka (1973) Jacoba Bronowskega do danes.

## Nadaljevanje
BBC je leta 2015 napovedal, da bo posnel nadaljevanje Clarkove serije z desetimi epizodami, imenovano Civilizations (množina), s tremi voditelji, Mary Beard, Davidom Olusoga in Simonom Schamo. Zahodnoevropske civilizacije ne bi pokrival enako podrobno, temveč bi dodatno zajemal grško-rimske in neevropske kulture.  Serija, zmanjšana z načrtovanih desetih na devet epizod, je bila ustavljena februarja 2018, predvajanje pa se je začelo 1. marca. Kasneje so ga predvajali na Netflixu.